# Едуардо Берицо
Мануел Едуардо Берицо Маноло (на испански: Manuel Eduardo Berizzo Magnolo), по-известен като Едуардо Берицо, е бивш аржентински футболист, играл като централен защитник, и настоящ треньор по футбол.

## Кариера

### Кариера като футболист

#### Клубна кариера
Като футболист започва кариерата си в Нюелс Олд Бойс през 1988 г. Пет години по-късно преминава в Атлас (Мексико). През 1996 година се завръща в Аржентина и облича екипа на Ривър Плейт. През 1999 г. става играч на Олимпик Марсилия, където играе през сезон 1999/2000. Между 2001 и 2005 г. е част от Селта Виго, а през сезон 2005/06 е футболист на Кадис, след което приключва кариерата си.

#### Национален отбор
Дебютира за Аржентина в мач срещу Венецуела през 1996 г., но не попада в състава за Световното първенство през 1998 г. През 2000 г. се отказва от националния отбор, за който изиграва 13 мача.

### Кариера като треньор
Година след като спира с активния футбол, Берицо започва треньорската си кариера като помощник-треньор в щаба на Марсело Биелса в националния отбор на Чили.
Между февруари и май 2011 г. оглавява Естудиантес, като това е първият отбор, който Берицо ръководи.
От ноември 2011 г. е треньор на чилийския О′Хигинс. През сезон 2013 извежда отбора си до шампионската титла, която е дебютна в клубната история. След като по-късно печели финала за Суперкупата на Чили, Берицо напуска и поема Селта – един от отборите, където играе в кариерата си на футболист.
На 19 май 2014 г. застава начело на Селта Виго, заменяйки на поста на старши треньор Луис Енрике. През втория си сезон като треньор на Селта, Берицо успява да го класира на шестото място във финалното класиране, което дава право на участие в Лига Европа. В рамките на сезон 2016/17 достига до полуфиналите за Купата на краля и Лига Европа.
През май 2017 г. наследява Хорхе Сампаоли начело на Севиля.

## Успехи

### Като футболист
Нюелс Олд Бойс
- Шампион на Аржентина (2): 1990/91, 1992

 Ривър Плейт
- Шампион на Аржентина (2): 1997, 2000

### Като треньор
О′Хигинс
- Шампион на Чили (1): 2013
- Суперкупа на Чили (1): 2014

 Селта Виго
- Полуфиналист в Лига Европа (1): 2016/17